# Catllar
Catllar là một xã thuộc tỉnh Pyrénées-Orientales trong vùng Occitanie phía nam Pháp. Xã này có diện tích 8,02 km2, nằm ở khu vực có độ cao trung bình 338 mét trên mực nước biển.